# Vladimir Luxuria
Vladimir Luxuria, nascida Wladimiro Guadagno (Foggia, 24 de junho de 1965) é uma activista, política, actriz e personalidade televisiva de nacionalidade italiana.
Luxuria mudou-se para Roma em 1985 para estudar Línguas e Literaturas Estrangeiras e iniciar a sua carreira de actor/actriz fazendo uso da sua ambiguidade sexual. Nesta altura iniciou também o seu envolvimento no movimento de defesa dos direitos dos homossexuais e em 1993 assume a direcção artística do "Circolo di cultura omosessuale Mario Mieli" (Círculo de cultura homossexual Mario Mieli). Em 1991 conseguiu o seu primeiro papel no cinema, no filme Cena alle nove (Jantar às nove) de Paolo Breccia. Desde então realizou mais oito participações em filmes.
Foi responsável pela organização do primeiro Dia Internacional do Orgulho LGBT em Itália, que teve lugar em Roma no dia 2 de Julho de 1994 e no qual participaram cerca de 10 000 pessoas.
Recentemente intensificou a sua actividade política em defesa dos direitos civis, colaborando com vários jornais, revistas e rádios como "L'Unità", "Liberazione" e "Radio Capital". O público televisivo conhece-o sobretudo graças às suas participações no "Maurizio Costanzo Show" do Canale 5 e no programa "Markette" da estação La7.
Em 2006 surge como candidato independente nas listas do partido político Rifondazione Comunista (Refundação Comunista) para a Câmara dos Deputados italiana. A sua candidatura suscitou perplexidade nos sectores moderados e católicos da L'Unione, uma coligação de vários partidos centristas e de esquerda que se apresentam nas eleições liderados por Romano Prodi e na qual se inclui a própria Refundação Comunista; Clemente Mastella, eurodeputado e membro da Unione Democratici per l'Europa definiu Vladimir "como uma ridícula Cicciolina".
A controvérsia em torno da candidatura de Luxuria aumentou quando confessou que tinha praticado a prostituição durante os seus primeiros anos em Roma. O último momento de tensão protagonizado por si ocorreu durante um debate televisivo no qual Alessandra Mussolini, ligada ao partido neofascista Aliança Nacional (em italiano, Alleanza Nazionale), afirmou que "mais vale ser fascista que maricas".
Luxuria define-se como transgénero, uma pessoa que não se identifica nem como homem, nem como mulher, nem se assumindo, por isso, como transexual.

## Filmografia
- Cena alle nove, de Paolo Breccia (1991)
- Come mi vuoi, de Carmine Amoroso (1996)
- Tutti giù per terra, de Davide Ferrario (1996)
- Sono positivo, de Cristiano Bortone (1998)
- La vespa e la regina, de Antonello De Leo (1999)
- Guardami, de Davide Ferrario (1999)
- Ponte Milvio, de Roberto Meddi (1999)
- Ogni lasciato è perso, de Piero Chiambretti (2000)
- Mater Natura, de Massimo Andrei (2005)